# MTV Europe
MTV Europe is de Europese divisie van MTV Networks, dat een onderdeel is van Viacom. Het is opgericht in 1987. Het eerste nummer dat uitgezonden werd op de Europese zender was "Money for Nothing" van Dire Straits. De zender begon erg experimenteel en met een klein budget. Medewerkers waren in de beginjaren onder meer de komedianten Adrian Edmondson en Rik Mayall, en live-shows als MTV's Most Wanted waren ondanks de beperkte middelen toch populair. Ook Marcel Vanthilt werd bekend vanwege MTV Europe.

## MTV Europe vj's
MTV Europe kende in de jaren 90 de volgende vj's:
- Simone Angel
- Lars Oostveen
- Kristiane Backer 1989-1995
- Steve Blame (MTV News)
- Ray Cokes 1987-1996 (onder andere MTV's Most Wanted)
- Pip Dann
- Paul King (MTV's Greatest Hits)
- Carolyn Lilipaly (MTV News)
- Enrico Silvestrin (onder andere Hanging out, Dial MTV en Select MTV)
- Marijne van der Vlugt (onder andere The Pulse)
- Vanessa Warwick (Headbangers Ball)
- Maiken Wexø